# Hamulus ptérygoïdien
L'hamulus ptérygoïdien (ou crochet ptérygoïdien) est un processus en forme de crochet à l'extrémité inférieure de la lame médiale du processus ptérygoïde de l'os sphénoïde.

## Structure
L'hamulus ptérygoïdien a une extrémité arrondie. Il a une longueur moyenne de 7,2 mm, une profondeur moyenne de 1,4 mm et une largeur moyenne de 2,3 mm.

## Rôle
L'hamulus ptérygoïdien forme le sillon de l'hamulus ptérygoïdien qui sert de poulie de réflexion pour le tendon du muscle tenseur du voile du palais.
C'est l'origine supérieure du raphé ptérygomandibulaire.

## Aspect clinique
Rarement, l'hamulus ptérygoïdien peut être élargi, ce qui peut provoquer des douleurs buccales.